# Déclaration de Montréal sur l'exploitation animale
Pour les articles homonymes, voir Déclaration de Montréal.
La Déclaration de Montréal sur l'exploitation animale est un manifeste publié le 4 octobre 2022 à travers lequel plus de 550 chercheurs et universitaires spécialistes de philosophie morale et politique déclarent souscrire à l'idée que la fin de toute forme d'élevage, de pêche et d'exploitation animale en général est l’unique horizon collectif à la fois réaliste et juste.

## Contexte
Cette déclaration fait référence à la fois dans son titre et explicitement dans son texte à la Déclaration de Cambridge sur la Conscience, rendue publique en 2012 et établissant la présence chez les mammifères, les oiseaux et bien d'autres animaux des substrats nécessaires à la conscience ainsi que la capacité à montrer des comportements intentionnels. Cette déclaration initiale a également inspiré en 2019 une réponse dans le domaine du droit, la Déclaration de Toulon, défendant la personnalité juridique des animaux. Pour le chroniqueur et enseignant en philosophie Sébastien Lévesque, la présente déclaration fait également écho à la Loi sur le bien-être et la sécurité de l'animal, adoptée en 2015 par l'Assemblée nationale du Québec, stipulant que les animaux ne sont pas des biens mais plutôt des « êtres doués de sensibilité ». D'après son co-auteur Martin Gibert, elle fait partie de l'ensemble de la littérature en éthique animale démontrant qu'il n'est moralement pas acceptable d’ignorer le bien-être et les droits des bœufs (et des autres animaux sentients).
La Déclaration de Montréal sur l'exploitation animale est à l'initiative de Martin Gibert, Valéry Giroux et François Jaquet, trois chercheurs du Groupe de recherche en éthique environnementale et animale (GRÉEA), associé au Centre de recherche en éthique (CRÉ), à Montréal. Elle est publiée le 4 octobre 2022 à l'occasion de la Journée mondiale des animaux.

## Contenu de la déclaration
Les signataires soulignent en préambule venir de différentes traditions philosophiques et être rarement d'accord entre eux. Ils se retrouvent cependant pour relever le caractère foncièrement injuste de faire subir des violences non nécessaires à des animaux et condamner « l’ensemble des pratiques qui supposent de traiter les animaux comme des choses ou des marchandises » et sur la nécessité de transformer en profondeur nos relations avec les autres animaux en mettant fin à leur exploitation. Ils se basent pour cela sur le fait bien établi en éthologie que la plupart des animaux exploités soient sentients, c'est-à-dire capables de ressentir subjectivement des choses agréables ou désagréables. Ils explicitent ensuite très brièvement le raisonnement logique aboutissant au rejet du spécisme, entendu comme une discrimination consistant à favoriser arbitrairement les intérêts des humains au détriment de ceux des autres animaux.
Favorables à la fermeture des abattoirs, à la fin de la pêche et au développement d’une agriculture végétale, les signataires admettent avec lucidité que, même s’il constitue « le seul horizon collectif à la fois réaliste et juste », un tel projet nécessitera de « renoncer à des habitudes spécistes bien ancrées et de transformer en profondeur certaines de nos institutions ».
Initialement annoncée comme étant signée par 400 universitaires dont quelques grands noms comme Peter Singer, Peter Unger, Renan Larue, Carol Adams ou Jocelyn Maclure, la déclaration cumule en 2024 plus de 550 signataires, issus d’une quarantaine de pays.

## Réception
Le texte a été publié dans son intégralité dans des quotidiens nationaux en France,, au Canada, en Turquie ou encore en Espagne, ainsi que dans le premier numéro de la revue antispéciste l'Amorce parue au printemps 2024,. Il a fait l'objet de résumés et commentaires dans une quinzaine de pays et a été accueilli avec d'enthousiasme par les associations œuvrant en faveur des animaux.

### Réactions positives
Anne Crignon, journaliste au Nouvel Obs, célèbre « le mariage de l'excellence intellectuelle et des affects revendiqués » des signataires.
Plusieurs médias nationaux,, associations animalistes,,, ainsi que le maître de conférences historien du mouvement antispéciste Jérôme Segal voient en cette déclaration un tournant vers la reconnaissance du soutien de la philosophie aux animaux non humains. La journaliste Axelle Playoust-Braure note qu'il s'agit là d'un des rares consensus en éthique.
Le journal en ligne brésilien Fato Amazônico souligne le fait que cette position autrefois portée par quelques personnes particulièrement sensibles au sort des animaux est pour la première fois soutenue par des centaines de chercheurs ayant dédié leur carrière à la réflexion éthique. Pour la philosophe Annalisa Di Mauro, il s'agit d'un « instantané de la situation actuelle dans laquelle il existe un large consensus de la part des scientifiques et des professionnels sur une question qui est maintenant à l'ordre du jour de nos sociétés, de notre civilisation ». La revue Combat - Le Média considère également que cette déclaration atteste d'un consensus quasi-total pour refuser l'exploitation animale parmi les chercheurs travaillant sur l'éthique animale.

### Critiques
La tribune des philosophes moraux suscite en revanche également des réactions antagonistes, y compris au sein de leur propre camp. Le journaliste Paul Sugy, auteur de L'extinction de l'homme Le projet fou des antispécistes, critique principalement le manque de neutralité des signataires, pour beaucoup notoirement engagés en faveur de la « question animale ». Plus alarmiste, le trimestriel Jours de Chasse voit dans ce large consensus entre chercheurs et professeurs d'université l'antichambre des décisions politiques et juridiques de demain, notamment à travers la transmission aux étudiants formés auprès d'eux.
La Confédération paysanne, syndicat agricole français qui défend l'élevage paysan, répond dans Le Monde en dénonçant un projet « antihumaniste » et une « posture manichéenne » se trompant de combat en ne ciblant pas « l'industrialisation du vivant » et défendant l'élevage paysan comme un juste milieu. L’auteur et artisan fermier Dominic Lamontagne rejoint cette idée réformiste en arguant que certaines relations avec les animaux d'élevage peuvent être mutuellement bénéfiques. Dans la revue antispéciste l'Amorce, l'éthicienne Margaux Métayer liste également parmi les réactions suscitées la Déclaration de Dublin publiée lors d'un sommet international sur le « rôle sociétal de la viande ». Ce texte apporte plutôt des arguments sanitaires, environnementaux et socio-économiques favorables à l’élevage, en s'abstenant de répondre sur le terrain de l’éthique.
De son côté, le juriste et philosophe théoricien du véganisme Gary Francione déplore que ce texte consensuel ne condamne pas explicitement toute utilisation des animaux et ne leur reconnaisse pas la personnalité morale et juridique. Au contraire, le philosophe signataire Mark Hunyadi annonce dans une interview à Paris Match, que malgré un accord sur la visée du texte, il rejette l'idée que les animaux puissent avoir des intérêts pouvant faire d'eux des sujets juridiques. En accord avec le philosophe Réjéan Bergeron, réagissant à la déclaration dans un billet au journal Métro, il doute de l'efficacité d'une demande de changements aussi profonds et table sur une stratégie plus réformiste. Dans la revue universitaire Between the Species, le philosophe Julian Friedland décrit comme de l'anthropomoralisme la tendance à projeter les caractéristiques moralement pertinentes des personnes (dans un sens où ce terme inclut néanmoins tous les animaux doués d'une conscience d'eux-mêmes et capables de se projeter dans le futur) à des non-personnes simplement sensibles. Il rejette par exemple que la douleur d'un fœtus soit tout aussi moralement considérable que celle d'une personne en gestation.